# 1st Arkansas Cavalry (Dobbins)
Le 1st Arkansas Cavalry (ou régiment de Dobbins) (1862-1865) est un régiment de cavalerie de l'armée confédérée pendant la guerre de Sécession.

## Organisation
Le noyau de ce qui deviendra le régiment de Dobbins est le  bataillon de quatre compagnies du commandant Francis Marion Chrisman, organisé le 28 septembre 1862. Le bataillon de Chrisman est affecté à la brigade de cavalerie de Parson du premier corps du département du trans-Mississippi, de septembre à décembre 1862 ; après quoi il est signalé comme un commandement non affecté dans le district de l'Arkansas jusqu'aux environs de janvier 1863, quand il est agrandi à la taille d'un régiment et désigné comme étant le 1st Arkansas Cavalry (régiment de Dobbins).
Les autres compagnies qui sont rejointes par quatre compagnies de Chrisman sont les cinq compagnies de « ranger partisan » et une compagnie d'« espion ». Les « espions de Corley » (qui deviennent la compagnie A, le capitaine Samuel Corley la commandant) n'est pas un groupe d'agents secrets ; ils sont plutôt des éclaireurs, qui connaissent les bayous, les forêts, les routes et les sentiers de l'est de l'Arkansas comme les doigts de leurs mains. Ils sont habiles à passer inaperçu des Yankees. Une fois, une certaine correspondance a été trouvée au sujet de la démission du premier lieutenant de Corley, qui révèle que les « espions de Corley » servent brièvement dans le territoire Indien dans le commandement d'Albert Pike. Lorsque le régiment est organisé, le capitaine Corley est promu commandant. Samuel Corley est l'un de ces personnages truculents dont les exploits feraient un grand livre et un film. Il est prédicateur qui parle de l'amour chrétien et de pardon le dimanche, et combat les yankees comme le diable pendant la semaine. Il est tué au combat à Bayou Fourche (bataille de Little Rock) le 10 septembre 1863.
Les compagnies composants (capitaines d'origine) du régiment de Dobbins sont les suivantes :
- Compagnie A – capitaine Samuel Corley, du comté de Phillips. Anciennement connu sous le nom de compagnie de Corley du bataillon de Chrisman[3] :
- Compagnie B – capitaine Rufus D. Anderson du comté de  Phillips. Anciennement connu sous le nom de compagnie d'Anderson[4].
- Compagnie C – capitaine James H. McGehee du comté de St. Francis. Anciennement connu sous le nom de compagnie de McGhees[5]
- Compagnie D – capitaine George W. Rutherford du comté d'Independence. Anciennement connu sous le nom de compagnie de Rutherford[6].
- Compagnie E – capitaine Morgan M. Bateman du comté de Jackson. Aussi connu comme compagnie de Bateman[7].
- Compagnie F – capitaine Robert C. Nall du comté de St. Francis[8].
- Compagnie G – capitaine James F. Barton du comté de Crittenden. Aussi connu sous le nom de compagnie de Barton[9].
- Compagnie H – capitaine William R. Coody du comté de Woodruff[10].
- Compagnie I – capitaine John T. West du comté d'Independence[11].
- Compagnie K – capitaine William Weatherly du comté de Phillips[12].

La compagnie F est consolidée avec la compagnie A, le 3 janvier 1864.
Les compagnies D & H sont consolidées avec la compagnie E le 3 janvier 1864.
Les officiers de l'état-major régimentaire d'originie sont :
- Colonel Archibald S. Dobbins (en)
- Lieutenant-colonel F. M. Chrisman
- Commadnant Samuel Corley

Les recherches sur l'unité sont difficiles, car non seulement elle est peu organisée comme régiment, mais la plupart des documents typiques générés par un régiment de terrain sont absents des archives. Seule une poignée de registres d'enrôlement, et pratiquement aucun rapport du quartier-maître ou du commissaire sont connus.

## Batailles
Lorsqu'il est organisé, le régiment de Dobbins est répertorié comme un commandement non affecté du district de l'Arkansas jusqu'en mai 1863. De juin à septembre 1863, il est affecté à la brigade de cavalerie de l'Arkansas de la division du général Walker, et au mois de novembre 1863 il est répertorié comme la brigade de cavalerie de Dobbins du district de l'Arkansas.
Ses combats principaux sont la bataille de Helena (4 juillet 1863), la bataille de Bayou Fourche (Little Rock) (10 septembre 1863) et la bataille de Pine Bluff (25 octobre 1863). Mais pendant la plupart de son existence, le régiment de Dobbins est engagé dans de nombreuses reconnaissances, des raids et des escarmouches dans tout l'est et le nord-est de l'Arkansas. Les compagnies opèrent souvent de façon indépendante.
Le colonel Dobbins est traduit en cour martiale et démis de ses fonctions le 23 novembre 1863. La cour martiale résulte du refus du colonel Dobbins d'accepter les ordres du général John S. Marmaduke parce que Marmaduke a tué le brigadier-général L. M. Walker dans un duel juste avant la bataille de Little Rock. Les archives officielles indiquent que le régiment est démantelé le 3 janvier 1864, et les éléments du régiment sont affectés, mais pas formellement consolidés avec le régiment du colonel Thomas J. Morgan.
La cavalerie de l'Arkansas de Dobbins est engagée dans les batailles suivantes :
- Bataille d'Helena, en Arkansas le 4 juillet 1863

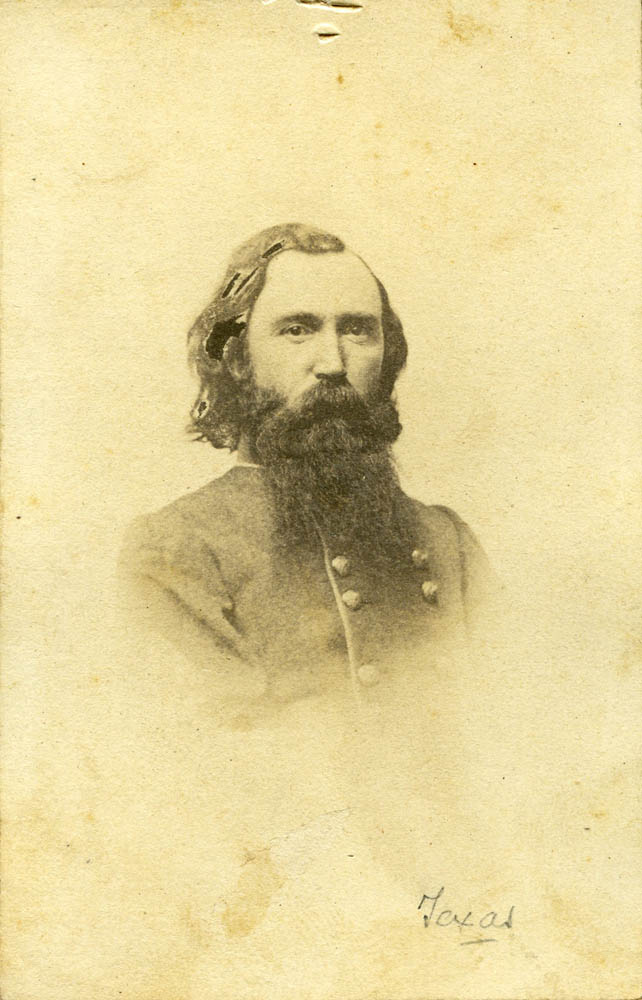
Colonel Archibald Dobbins

- Bataille de Bayou Fourche, le 10 septembre 1863
- Bataille de Little Rock, en Arkansas, le 10 septembre 1863
- Bataille de Pine Bluff, en Arkansas, le 25 octobre 1863
- Raid du Missouri de Price, en Arkansas et au Missouri et au Kansas, en septembre–octobre 1864
  - Bataille de Fort-Davidson, au Missouri, le 27 septembre 1864
  - Quatrième bataille de Boonville, au Missouri, le 11 octobre 1864
  - Bataille de Glasgow, au Missouri, le 15 octobre 1864
  - Bataille de Sedalia, au Missouri, le 15 octobre 1864
  - Seconde bataille de Lexington, au Missouri, le 19 octobre 1864
  - Bataille de Little Blue River, au Missouri, le 21 octobre 1864
  - Seconde bataille d'Independence, au Missouri, les 21-22 octobre, 1864
  - Bataille de Byram's Ford, au Missouri, le 22 et 23 octobre, 1864
  - Bataille de Westport, au Missouri, le 23 octobre 1864
  - Bataille du Marais des Cygnes, dans le comté de Linn, au Kansas, le 25 octobre 1864
  - Bataille de Mine Creek, au Missouri, le 25 octobre 1864
  - Bataille de Marmiton Rivier, au Missouri, le 25 octobre 1864
  - Seconde bataille de Newtonia, au Missouri, le 28 octobre 1864

## Drapeau
Le drapeau de la cavalerie de l'Arkansas de Dobbins est capturé par les troupes de l'Indiana à Tulip, dans l'Arkansas, en octobre 1863. Le colonel Powell Clayton avec trois cent cinquante hommes du 1st Indiana Cavalry et quatre pièces d'artillerie légère, faisant un détour, marchant sur quatre-vingt-dix miles  en trente-trois heures, réussissent à surprendre et mettre complètement en déroute la brigade de cavalerie du colonel Dobbins à Tulip, en Arkansas, capturant un drapeau, tout son équipage de camp et de garnison, les magasins du quartier-maître et du commissaire, les fournitures médicales, les moyens d transports, etc. Le drapeau capturé est renvoyé en Arkansas en 1962 par le gouverneur de l'Indiana, et se trouve actuellement dans les collections du musée de l'Old State House à Little Rock, en Arkansas. Ce drapeau de coton mesure 53" x 72" avec un champ bleu foncé avec une croix « à la verticale » rouge. La croix fait 6" de large. Il y a 13 étoiles blanches, à 5 branches, de  3" sur la croix. Le bord d'attaque est doublé pour former un manchon, de 2" de large lorsque le plat avec des paires de liens à chaque extrémité pour fixer le drapeau de son mât. Le drapeau est parfois appelé un drapeau au motif de Polk après l'utilisation du drapeau par le corps du général Leonidas Polk à l'est du fleuve Mississippi, mais l'unité de Dobbins n'a jamais servi dans le corps de Polk et le motif de Dobbins est légèrement différent de celui de Polk. Le regretté Howard Madaus a jugé que le drapeau de Dobbins est un « modèle du trans-Mississippi » unique à ce théâtre. Un autre drapeau du même style existe dans les collections de l'Iowa capturées à Helena en juillet 1863.

## Reddition
À la fin de la guerre, la plupart des anciennes compagnies du régiment de Dobbins sont libérées sur parole (toujours avec la désignation 1st Arkansas Cavalry) à Wittsburg, en Arkansas, le 25 mai 1865. Deux de ces compagnies sont libérées sur parole à Jacksonport le 5 juin 1865. Le colonel Dobbins est libéré sur parole à Galveston, au Texas, le 13 juillet 1865, où il signe sa libération conditionnelle en tant que colonel commandant la première brigade de cavalerie de l'Arkansas. Le colonel Dobbin émigre au Brésil, après la guerre, où il meurt.